# 授業目的公衆送信補償金制度
授業目的公衆送信補償金制度（じゅぎょうもくてきこうしゅうそうしんほしょうきんせいど）とは、日本における教育のデジタル化推進の中で、教育現場での著作物利用の円滑化と著作権者の権利保護との調和を図るために導入された制度である。情報通信技術（ICT）の進展に伴う新たな法的・実務的課題に対応し、教育の質の向上と文化の創造・発展に寄与することを目的とする。法的根拠は改正著作権法第35条であり、本制度は、技術的進歩の受容と著作権という法的枠組みの堅持という二重の目標を追求する現代の教育政策を反映している。

## 背景

### 教育におけるICT活用の進展と著作物利用の課題
教育現場における情報通信技術（ICT）の導入と普及は、遠隔合同授業や反転授業といった多様な学習形態を可能にし、教育の質の向上に貢献する潜在力を持つ一方で、著作物の利用に関して新たな法的課題を生じさせた。
特に、授業で著作物を利用する際の権利処理の煩雑さは深刻な問題であった。教員が個々の著作物について権利者を探し、許諾交渉を行う手間や時間は膨大であり、許諾が得られないケースや連絡先不明の事態も少なくなかった。これにより、教育現場での著作物利用が萎縮したり、無許諾利用が生じたりする可能性が指摘され、ICTの教育的潜在力が十分に発揮されない「萎縮効果」が懸念された。
加えて、著作権法第35条の解釈やICT利用における許容範囲について明確なガイドラインが不足しており、教育関係者の著作権理解も十分とは言えない状況であった。文化庁の調査では、同条項の認知度の低さや研修経験の少なさが明らかになっており、権利処理の要否判断の困難さも大きな課題となっていた。これらの背景から、著作物利用の円滑化と適切な権利保護を両立させる新たな仕組みが求められていた。

### 改正著作権法第35条に至る議論
著作権法第35条は、学校その他の教育機関における著作物の複製等に関する権利制限を定めた規定であるが、ICT活用教育の急速な進展に対応するため、その内容を見直す必要性が長年にわたり議論されてきた。
2006年（平成18年）、文化審議会著作権分科会において、授業のための著作物の公衆送信を権利制限の対象とすることが検討された。しかし、教育関係団体間での意見集約が十分になされなかったこと、権利者に対する補償の仕組みが具体的に示されなかったことなどから、この時点では結論に至らず、法改正は見送られることとなった 。
教育現場におけるICT化の波はますます加速し、著作物利用の円滑化を求める声は一層高まった。これを受け、2014年（平成26年）から文化審議会において、著作権法第35条の改正に関する議論が再開された。権利者団体と教育関係者双方からの意見聴取を丁寧に行い利害調整を行った結果、権利者に及ぶ不利益に対しては金銭的な補償を行うという新たな枠組み（補償金制度）を提示することで、合意に成功した。このような集中的な議論と調整の末、平成29年（2017年）4月には「文化審議会著作権分科会報告書」がとりまとめられ、著作権法改正の具体的な方向性が示されるに至った。

### 授業目的公衆送信補償金制度の設立
著作権法第35条の改正により、学校等の教育機関が授業の過程で行う著作物の公衆送信が、従来の同時送信等に限らず、より広範な態様で権利者の許諾なく行えるようになるにあたり、その代償措置として、権利者の経済的利益を適切に保護するための仕組みが不可欠とされた。その具体的な解決策として考案されたのが、「授業目的公衆送信補償金制度」である。
この制度の基本的な枠組みは、教育機関の設置者（学校法人や地方公共団体など）が、文化庁長官の指定する管理団体（SARTRAS）に対して一括して補償金を支払うことにより、個々の著作権者から個別の利用許諾を得ることなく、授業目的で多様な著作物を円滑に公衆送信できるようにするというものである。この制度の目的は、ICTを活用した教育の推進、教育現場における著作物の利用円滑化、そして著作権者の利益保護という、時に相反しうる三つの要請の間に適切なバランスを見出すことにある。SARTRASによって管理される中央集権的な補償システムの設立は、教育利用の大部分について、個別のライセンス交渉から集団的権利管理モデルへの移行を意味する。これは、大規模なデジタル化された教育環境における高い取引コストと個別の権利処理の非実用性に対する現実的な対応である。

## 改正著作権法第35条の概要
平成30年（2018年）の著作権法改正における第35条の主な変更点は、非営利の教育機関において、授業の過程で利用するために公表された著作物を公衆送信できる範囲が大幅に拡大されたことである。
具体的には、従来の対面授業における複製や遠隔合同授業での同時中継に加え、予習・復習用の資料の生徒端末への送信や、オンデマンド授業での教材のサーバへのアップロードと生徒への送信（送信可能化を含む）などが、SARTRASへ補償金を支払うことを条件に、著作権者の許諾なしで行えるようになった。ただし、この権利制限の適用には重要な条件があり、「著作物の種類及び用途並びに複製の部数及び態様に照らし著作権者の利益を不当に害する場合」は、補償金を支払っても無許諾利用は認められない。
改正著作権法第35条は、伝統的な対面授業における著作物の複製や、その延長線上にある同時中継型の遠隔授業については従来の無許諾・無償の扱いを維持している。また、非同時・オンデマンド型の公衆送信（異時公衆送信）について、補償金の支払いという新たな枠組みを導入することで、無許諾での利用を可能にした点が最大の変更点である。
| 利用態様                                                         | 改正前の取扱い                                       | 改正後の取扱い                              | 根拠条文/補足                                                   |
| 対面授業での資料複製・配布                                       | 無許諾・無償                                         | 無許諾・無償（変更なし）                    | 著作権法第35条第1項                                             |
| 遠隔合同授業のための同時公衆送信                                 | 無許諾・無償                                         | 無許諾・無償（変更なし）                    | 著作権法第35条第1項（改正前は第2項解釈、改正後は第1項で明文化） |
| 予習・復習用資料のメール等による公衆送信                         | 権利者の許諾が必要（有償または無償は許諾条件による） | SARTRASへの補償金支払いを条件に無許諾・有償 | 著作権法第35条第1項（改正による拡大範囲）                       |
| オンデマンド授業での教材の公衆送信（サーバへのアップロード含む） | 権利者の許諾が必要（有償または無償は許諾条件による） | SARTRASへの補償金支払いを条件に無許諾・有償 | 著作権法第35条第1項（改正による拡大範囲）                       |
| 対面授業で使用する資料の外部サーバ経由での公衆送信               | 権利者の許諾が必要（有償または無償は許諾条件による） | SARTRASへの補償金支払いを条件に無許諾・有償 | 著作権法第35条第1項（改正による拡大範囲）                       |

## 授業目的公衆送信補償金制度
授業目的公衆送信補償金制度は、「教育現場における情報通信技術（ICT）の活用を一層推進すること」「それに伴う著作物の円滑な利用を可能にすること」「著作権者の正当な経済的利益を保護し、教育現場のニーズと著作権保護との調和を図ること」を目的として設立された。

### 一般社団法人授業目的公衆送信補償金等管理協会（SARTRAS）
従来、教育機関が多様な著作物を公衆送信しようとする場合、個々の権利者や管理事業者と個別に交渉し許諾を得る必要があった。2018年（平成30年）の著作権法改正に伴い、2019年1月22日に文化庁長官から指定で、一般社団法人授業目的公衆送信補償金等管理協会（SARTRAS）が創設された。SARTRASは、授業目的公衆送信補償金の管理及び分配業務を専門として行い、このことにより、包括的な権利処理が可能となり、教育機関、特に個々の教員や児童生徒の手続き的負担が大幅に軽減されることになった。
SARTRASによって徴収された補償金は、まずSARTRASの運営に必要な管理手数料と、後述する「共通目的事業」に要する費用が控除される。その残額が、実際に著作物等を利用した権利者へ分配される原資（分配基金）となる。SARTRASは、著作物の種類や分野（例：言語、音楽、映像、新聞記事など）ごとに、それぞれの分野の著作権等を管理する著作権等管理事業者や権利者団体（例：日本音楽著作権協会（JASRAC）、学術著作権協会など）に対して、分配業務を委託する。そして、分配委託を受けた各団体が、それぞれの管理する著作物や実演等について、可能な限り個々の権利者（作家、作曲家、実演家など）を特定し、補償金を分配するという流れになっている。

### 利用範囲の拡大
補償金の支払いという新たな仕組みを通じて、従来は個別の許諾が必須であったオンデマンド授業や予習・復習用資料のメール送信など、公衆送信による著作物利用の範囲が無許諾で大幅に拡大された。

### 補償金の支払い義務者と対象機関
補償金の支払い義務者は、著作権法第35条第1項の適用を受ける「学校その他の教育機関」の設置者である。具体的には、国公立学校の場合は国や地方公共団体、私立学校の場合は学校法人などがこれに該当する。
対象となる教育機関は、著作権法第35条第1項に規定されている「学校その他の教育機関（営利を目的として設置されているものを除く）」である。これには、幼稚園、小学校、中学校、高等学校、中等教育学校、大学（短期大学及び大学院を含む）、高等専門学校、特別支援学校、専修学校及び各種学校が含まれる。さらに、学校教育法上の学校以外であっても、公民館、図書館、博物館、美術館、青少年教育施設、女性教育会館、生涯学習センターといった社会教育施設も、そこで行われる教育活動が非営利かつ組織的・継続的なものであれば対象となり得る。一方で、営利を目的として設置されている学習塾や予備校、企業の社員研修施設、個人経営の語学教室などは、原則として本制度の対象外となる。

### 対象となる著作物と利用条件
対象となる著作物は、原則として、著作権法で保護される公表された著作物全般である。具体的には、新聞記事、小説・詩・論文などの言語の著作物、辞書、写真、絵画・イラスト・漫画などの美術の著作物、地図・図形、楽譜、コンピュータ・プログラムなどが含まれる。国内外の著作物が対象となり、SARTRASに参加していない権利者団体が管理する著作物や、特定の団体に所属していない個人が権利を有する著作物も、この制度の枠内で利用可能である。
これらの著作物を利用する際には、以下の条件をすべて満たす必要がある。
1. 利用主体: 教育を担任する者（教員、講師など。雇用形態は問わない）及びその授業を受ける者（児童、生徒、学生、履修者など）であること。教員等の指示や管理下にあれば、事務職員や教育支援者、補助者などが複製や公衆送信の作業を行うことも、教員等の行為とみなされる[1][5]。
2. 利用目的: 「授業の過程」における利用であること。 「授業の過程」には、正規の授業時間、授業に関連する予習・復習、課外の教育活動（例：部活動、ただし教育課程に位置づけられるもの）が該当する。職員会議での資料共有や、授業とは直接関係のない他の教員や教育機関との情報交換、入学式や卒業式などの学校行事は対象外となる[1][5]。
3. 利用限度: 「必要と認められる限度」であること。具体的には、複製する部数や公衆送信の受信者の数は、原則として、その授業を担当する教員等の数と当該授業の履修者等の数の合計を超えてはならない。また、利用する著作物の範囲についても、原則として著作物全体の利用ではなく、授業の目的上必要な「一部」の利用が基本となる。ただし、著作物の性質上、例えば俳句や短歌、あるいは写真や美術作品など、一部分の利用が困難または無意味な場合は、全部の利用も許容され得る[1][5]。
4. 著作権者の利益を不当に害しないこと: 著作物の種類や用途、複製・送信の様態などから判断して、著作権者の市場における利益を不当に害すると認められるような利用は、本制度の対象とはならない。例としては、生徒が購入することを前提として市販されているドリルやワークブック、問題集、あるいはソフトウェアなどを、購入の代替となるような形で複製・送信する行為が挙げられる。また、漫画、商業雑誌、出版された博士論文など一部の著作物については、権利者保護の観点から、公衆送信の対象から留保・除外するとの取り決めがなされている場合がある[1][5]。

### 補償金の額と算定方法
授業目的公衆送信補償金の具体的な金額は、指定管理団体であるSARTRASが、教育機関の設置者の代表から意見を聴取した上で案を作成し、文化庁長官に認可を申請する。文化庁長官は、この申請を受けて文化審議会に諮問し、その答申を踏まえて補償金額を認可するという手続きで決定される。年間包括料金は、当該教育機関に在籍する幼児・児童・生徒・学生1人当たりの年額であり、この料金を支払うことで、当該年度内においては授業目的の公衆送信を回数無制限で行うことができる 5。また、学部や学科、学年、クラス単位で支払いの有無を区分することも可能とされている 。
補償金額については、施行後3年を経過するごとに見直しが検討されることになっている。
| 教育機関種別                             | 年間補償金額（1人あたり・税別）(2020年12月認可時点)         | 月額換算（目安） |
| 大学                                     | 720円                                                       | 60円             |
| 高等学校                                 | 420円                                                       | 35円             |
| 中学校                                   | 180円                                                       | 15円             |
| 小学校                                   | 120円                                                       | 10円             |
| 幼稚園                                   | 60円                                                        | 5円              |
| 専修学校（高等課程・専門課程・一般課程） | 高等学校・大学・社会教育施設等の区分に応じた額              | -                |
| 各種学校                                 | 社会教育施設等の区分に応じた額                              | -                |
| 社会教育施設、大学の公開講座等           | 30人を定員とする1講座・講習を1回の授業として、授業毎に300円 | -                |

### 新型コロナウイルス感染症拡大における特別処置
本制度は平成30年の法改正後、当初は2021年度（令和3年度）からの施行が予定されていたが、新型コロナウイルス感染症の拡大に伴う全国的な学校休業やオンライン授業の急速な普及という緊急事態に対応するため、2020年度（令和2年度）に前倒しで施行された。ただし、この令和2年度に限り、特例的に補償金額は無償とされた。有償での本格実施は2021年度（令和3年度）から開始されている。

## 授業目的公衆送信補償金制度の適用例・非適用例

### 適用例[7][1]
- オンライン授業（リアルタイム型・オンデマンド型）での資料共有
  - 教員が、他者の著作物（新聞記事の抜粋、学術論文の一部、ウェブサイト上の図版など）を引用・転載して作成した講義資料（PowerPointスライド、PDFファイルなど）を、その授業を履修登録している生徒のコンピュータ端末やタブレット端末に、学習管理システム（LMS）や電子メール、クラウドストレージサービスなどを通じて送信する 。
  - 教員が授業を行っている様子や、教材（教科書の一部、図版、映像断片など）を映した画面を録画し、その授業動画を、クラスの児童生徒のみがアクセスできるような限定的な方法（例：LMS内の限定公開、ID・パスワードで保護された動画配信プラットフォーム、YouTubeの限定公開設定など）で配信する（オンデマンド授業）。
  - 教科書に掲載されている図版や文章、写真などをデジタルカメラで撮影したりスキャナで取り込んだりして画像データ化し、それをプレゼンテーションソフトに貼り付けて教材を作成し、対面授業中やオンライン授業中に、クラウドサービスを通じて児童生徒のタブレット端末にリアルタイムで送信・表示させる 。

- オンデマンド教材（反転授業含む）での利用
  - 過去に行った授業の録画映像や、その授業で使用した関連資料（参考文献の抜粋、参考ウェブサイトのURLリストなど）を、履修者が後から任意の時間にアクセスして学習できるように、LMSや学校のサーバなどにアップロードする。ただし、アクセスは当該授業の履修者に限定する必要がある。
  - 反転授業のために、予習用の資料として、教科書の一部分、新聞記事、専門家の論文の小部分、歴史的な写真、絵画などをLMSやクラウドサーバにアップロードし、生徒が事前に学習できるようにする 。

- 予習・復習用資料の送信
  - 対面授業やオンライン授業の予習・復習のために、教員が選定した新聞記事、雑誌記事の小部分、学術論文の抄録、文学作品の一節などを、電子メールやLMSを通じて履修者に送信する 。

- その他
  - スタジオ型のリアルタイム配信授業（教員がスタジオ等から遠隔地の生徒に向けて授業を配信する形態）において、授業で使用する資料（著作物を含む）を生徒の端末に送信する 。
  - 音楽の授業で、楽曲の一部分（例：数小節の楽譜、歌詞の一部）を、生徒が演奏練習や鑑賞のために参照できるよう、LMS等でストリーミング配信またはダウンロード可能な形で提供する 。
  - インターネット上の動画（例：ニュース映像の一部、教育的な解説動画の断片）を授業中に受信し、教室のディスプレイ等で履修者等に視聴させる（公の伝達）。

### 非適用例[7]
- 市販のドリル・ワークブック・問題集の全ページまたは大部分をスキャンし、購入の代替としてLMS等で生徒に配布・送信する[5]。
  - 著作権者の利益を不当に害する可能性がある。
- 美術全集や写真集から多数の作品を高解像度でスキャンし、電子的な作品集として生徒に配布・送信する[5]。
  - 必要以上の品質・量での提供は「不当な利益侵害」にあたる可能性がある。
- 教科書の全ページをPDF化し、デジタル教科書の代替として配信する。
  - 学習者用デジタル教科書が市販されている場合、その購入を回避させる行為は「不当な利益侵害」にあたる。
- 授業動画や教材を、学校の公式ウェブサイトやYouTube等で、ID・パスワード等のアクセス制限を設けずに一般公開する[5]。
  - 「授業を受ける者」以外の不特定多数がアクセスできる状態は、制度の範囲を逸脱する[5]。
- 授業担当教員と履修者の合計数を大幅に超える部数を複製したり、それ以上の人数に送信したりする。
  - 「必要と認められる限度」を超えている。
- 授業とは直接関係のない様々な分野の小説や映画、音楽などを大量にサーバにアップロードし、学校内デジタルライブラリのような形で生徒や教員が自由に利用できるようにする。
  - 「授業の過程」における利用とは言えず、「必要と認められる限度」も超えている。
- 漫画や商業雑誌の最新号の大部分をスキャンして授業で利用する
  - 運用上、送信しない取り決めがある場合も。特に市場での販売に大きな影響を与える利用は避けるべき。
- 市販の映画DVDやBlu-ray（特にコピーガードが付されたもの）をリッピング（複製）し、その映像をオンデマンド授業で配信する
  - 技術的保護手段の回避にあたる可能性。
- 教育委員会や広域の教員研究会などが主体となって標準教材を作成し、管轄内の多数の学校・教員に一斉配信する。
  - 利用主体が「教育を担任する者」個人ではない。個々の「授業の過程」との関連性が希薄である。
- 職員会議、教員研修、PTA総会、学校説明会などで著作物を利用して公衆送信する
  - 「授業の過程」における利用ではない。